# El Valedor
El Valedor är en ort i Mexiko.   Den ligger i kommunen Minatitlán och delstaten Veracruz, i den sydöstra delen av landet, 500 km öster om huvudstaden Mexico City. El Valedor ligger 19 meter över havet och antalet invånare är 203.
Terrängen runt El Valedor är platt. Runt El Valedor är det ganska glesbefolkat, med 29 invånare per kvadratkilometer. Närmaste större samhälle är Hidalgotitlán, 13,6 km väster om El Valedor. Omgivningarna runt El Valedor är en mosaik av jordbruksmark och naturlig växtlighet.